# Reprise Records
Reprise Records, amerikanskt skivbolag grundat 1960 av Frank Sinatra. Han bildade sitt eget bolag för att få större artistisk frihet och kontroll. Hans nära vänner i och medarbetare "The Rat Pack", Dean Martin och Sammy Davis, Jr. började också spela in på bolaget. För Frank Sinatra var det viktigt att artisterna på bolaget hade rätt att själva kontrollera den musik de spelat in. Warner Bros. Records köpte bolaget 1963 och det gick långsamt till att bli ett mer popinriktat skivbolag. 1964 började man ge ut The Kinks skivor i USA. Nancy Sinatra började spela in på bolaget 1966. Senare tillkom bland andra The Electric Prunes, Jimi Hendrix, Frank Zappa & The Mothers of Invention, The Fugs och Ry Cooder. En av bolagets största artister kom att bli Neil Young som debuterade på bolaget 1968.
Warner Bros. Records flyttade över majoriteten av Reprise-artisterna till huvudbolaget 1976, och endast Frank Sinatras och Neil Youngs skivor gavs fortsatt ut på Reprise. Bolaget togs dock åter i drift av Warner Bros. 1987.